# مايك جيبسون (صحفي رياضي)
مايك جيبسون (بالإنجليزية: Mike Gibson)‏ هو صحفي رياضي أسترالي، ولد في 27 مايو 1940، وتوفي في 23 سبتمبر 2015 في سنترال كوست في أستراليا.